# Montes Claros
Montes Claros − miasto we wschodniej Brazylii, w stanie Minas Gerais, przy linii kolejowej Rio de Janeiro-Salvador.
Około 336,1 tys. mieszkańców.
W mieście rozwinął się przemysł włókienniczy, odzieżowy oraz spożywczy.
W mieście mają siedzibę kluby piłkarskie Montes Claros EC, AA Cassimiro de Abreu, AD Ateneu i North EC.